# Casamento de Carlos, Príncipe de Gales e Diana Spencer
O casamento do então príncipe Carlos de Gales e Diana Spencer ocorreu na quarta-feira, 29 de julho de 1981 na Catedral de São Paulo, em Londres, Reino Unido. O noivo era o herdeiro aparente do trono britânico e a noiva era um membro da família Spencer.
A cerimônia seguiu o rito tradicional de casamento da Igreja da Inglaterra. O decano da catedral de São Paulo, Alan Webster, presidiu o culto e o arcebispo da Cantuária, Robert Runcie, conduziu o casamento. Entre os convidados estavam muitos membros de outras famílias reais, chefes de estado republicanos e membros das famílias dos noivos. Após a cerimônia, o casal fez a tradicional aparição na varanda do Palácio de Buckingham. O Reino Unido teve um feriado nacional naquele dia para marcar o casamento. A cerimônia contou com muitos aspectos cerimoniais, incluindo o uso de carruagens.
O casamento foi amplamente anunciado como um "casamento de conto de fadas" e o "casamento do século". Foi assistido por uma audiência global estimada de 750 milhões de pessoas. Eventos foram realizados em torno da Commonwealth para marcar o casamento. Muitas festas de rua foram realizadas em todo o Reino Unido para comemorar a ocasião. O casal se separou em 1992 e se divorciou em 1996 após quinze anos de casamento.

## Noivado

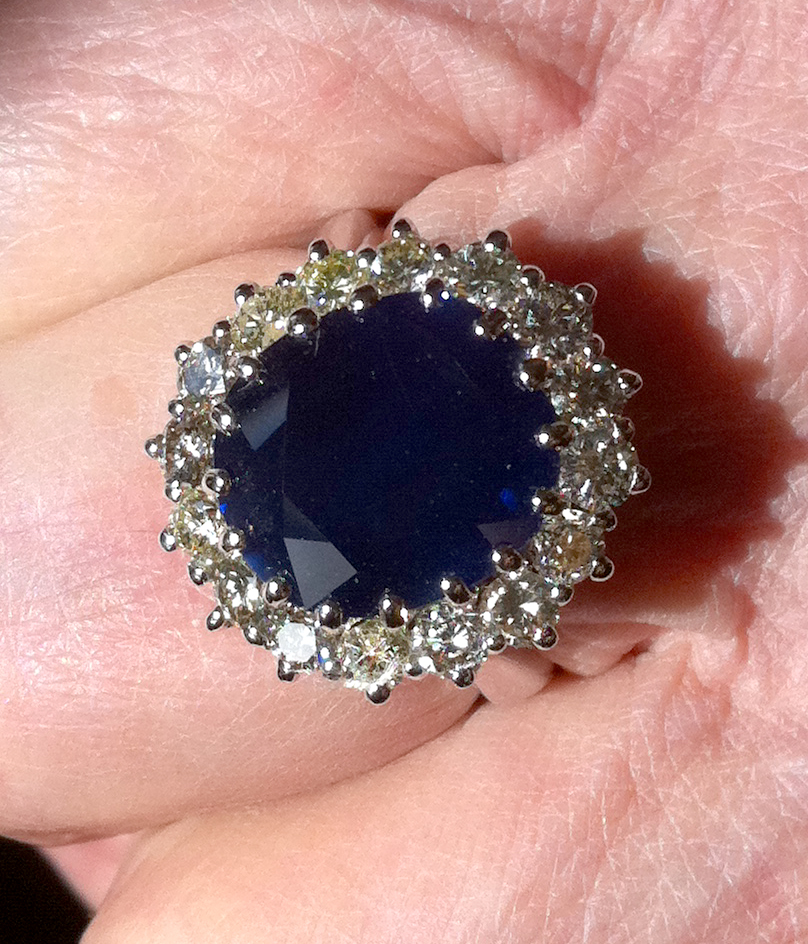
Réplica do anel de noivado de Lady Diana Spencer

O Príncipe de Gales e Lady Diana Spencer se conheciam há anos. O primeiro encontro deles aconteceu em 1977, enquanto Carlos estava namorando Lady Sarah Spencer, a irmã mais velha de Diana. Ele desenvolveu um interesse por ela como uma noiva em potencial em 1980, quando eles foram convidados para passarem um final de semana em uma residência de campo, e Diana o assistiu jogar polo. Carlos a convidou para um final de semana a bordo do iate real Britannia enquanto o relacionamento deles se desenvolvia, sendo seguido por um convite para conhecer a família dele no Castelo de Balmoral, a residência escocesa da família real. Diana foi bem recebida em Balmoral pela Rainha Isabel II, pelo Príncipe Filipe, Duque de Edimburgo e pela Rainha Isabel, a Rainha Mãe. O casal, então, teve diversos encontros em Londres. Eles estavam namorando há cerca de seis meses quando Carlos a pediu em casamento em 3 de fevereiro de 1981, no berçário do Castelo de Windsor. Diana havia planejado férias para a semana seguinte e Carlos esperava que ela usasse esse tempo afastada para considerar o seu pedido. Segundo Andrew Morton, que escreveu a biografia de Diana, ela chegou em Windsor por volta das cinco horas da tarde e Carlos a sentou, disse que sentiu muito a sua falta e então fez o pedido sem se ajoelhar; Diana achou que ele estava brincando, mas mesmo assim aceitou o pedido e riu. Eles mantiveram o noivado em segredo por mais algumas semanas. Anos mais tarde, Diana contou que eles só haviam se encontrado 13 vezes antes do anuncio do noivado.
O noivado deles se tornou oficial em 24 de fevereiro de 1981, e o casal deu uma entrevista exclusiva para a televisão onde um dos jornalistas falou "vocês dois parecem estar muito apaixonados", Diana respondeu "claro que sim", mas Carlos pronunciou a famosa frase "seja lá o que apaixonado significa, está aberto para sua interpretação". Anos mais tarde, uma gravação de áudio revelou Diana falando que aquilo absolutamente traumatizou-a. Durante o anuncio público do noivado, Diana vestiu um terninho de saia azul cobalto da marca britânica Cojana. Diana escolheu um grande anel de noivado que consistia em 14 diamantes solitários em torno de uma safira oval de Ceilão de 12 quilates em ouro branco de 18 quilates, que era similar ao anel de noivado da sua mãe. Em 2010, tornou-se o anel de noivado de sua nora, Catarina, Princesa de Gales. A Rainha-Mãe deu a Diana um broche de safira e diamante como presente de noivado. Uma série de fotografias foram tiradas pelo Conde de Snowdon, marido da Princesa Margarida e tio de Carlos por casamento, e publicadas pela Vogue em fevereiro de 1981 para comemorar o noivado. Clayton Howard fez a maquiagem de Diana e John Frieda fez o seu cabelo para as fotografias oficiais.
Duas noites antes do casamento, um baile de gala foi realizado no Palácio de Buckingham, e a Rainha Isabel ofereceu um jantar para uma multidão de 90 pessoas. Também foi realizada uma recepção com dança para 1 500 pessoas. Entre os convidados estavam membros e funcionários da casa real de Windsor. Na noite anterior ao casamento, 150 pessoas, incluindo chefes de Estado e governantes foram convidados para um jantar com a Rainha.
Em uma série de fitas gravadas em 1992 para sua biografia, Diana disse que se lembrava de ter descoberto uma pulseira que Carlos havia comprado para sua amante de longa data, Camilla Parker Bowles, poucos dias antes do casamento. Devido às suas suspeitas de que Carlos ainda era apaixonado por Camilla, ela queria cancelar o casamento, mas foi desencorajada por suas irmãs.

## Casamento
A cerimônia aconteceu em 29 de julho de 1981 e 3500 compuseram a congregação na Catedral de São Paulo em Londres. Carlos e Diana escolheram a Catedral de São Paulo em vez da Abadia de Westminster, o local tradicional de casamento reais e onde seus pais se casaram, porque a catedral oferecia mais lugares e permitia uma procissão mais longa por Londres.
A cerimônia foi uma serviço de casamento tradicional da Igreja da Inglaterra, presidido pelo Reverendíssimo Robert Runcie, Arcebispo da Cantuária, e pelo Reverendíssimo Alan Webster, Reitor da Catedral de São Paulo. Dois milhões de espectadores se alinharam na rota da procissão da carruagem de Diana, partindo da Clarence House, a residência oficial do Príncipe de Gales, com 4 000 policiais e 2 200 oficiais militares para controlar as multidões. A segurança aumentou e atiradores de elite foram posicionados devido à ameaça potencial de um ataque dos guerrilheiros republicanos irlandeses. As triagens de segurança nos aeroportos também aumentaram. O custo do casamento foi estimado em 48 milhões de dólares, com cerca de 600 mil dólares sendo gastos em segurança. Os regimentos dos reinos da Commonwealth participaram da procissão, incluindo o Regimento Real do Canadá.
Às 10:22 BST, a Rainha Isabel II e a família real foram levados para a Catedral de São Paulo em oito carruagens. O Príncipe de Gales partiu na 1902 State Landau, que foi usada após a cerimônia para levar o casal de volta ao Palácio de Buckingham. Lady Diana chegou à catedral na carruagem Glass Coach com o seu pai, John Spencer, Conde de Spencer, e eles foram escoltados por seis policiais metropolitanos montados em cavalos. Ela chegou às 11:20 BST, quase no horário certo para a cerimônia. A carruagem era muito pequena para acomodar os dois confortavelmente devido ao seu vestido volumoso que possuía uma longa cauda. Enquanto a orquestra tocava um hino, a noiva fez uma caminhada de três minutos e meio pelo corredor.
Diana acidentalmente mudou a ordem dos nomes de Carlos durante os seus votos, dizendo "Filipe Carlos Arthur Jorge" em vez do correto "Carlos Filipe Arthur Jorge". Ela não prometeu "obedecê-lo" como parte dos votos tradicionais; essa palavra foi eliminada a pedido do casal, o que causou sensação na época. Carlos também cometeu um erro, dizendo que ofereceria a ela os "meus bens" em vez de "meus bens materiais". Seguindo a tradição, as alianças de casamento do casal foram feitas de ouro galês da mina de Clogau St David em Bontddu – a tradição de usar ouro galês nas alianças da família real remonta a 1923. Após o casamento, Diana adquiriu automaticamente o título de Princesa de Gales.

### Vestimenta
O vestido de noiva de Diana era feito de tafetá de seda marfim, decorado com rendas bordadas à mão, lantejoulas e 10 000 pérolas, sendo avaliado em 9 000 libras (equivalente a cerca 264 883 reais em 2020). O vestido foi projetado por Elizabeth e David Emanuel e tinha uma cauda de 7,6 metros de comprimento de tafetá de marfim e renda antiga. Ele foi desenhado de acordo com os desejos de Diana, que queria que ele tivesse a cauda mais longa da história dos casamentos reais. A noiva usou a tiara Spencer, herança de sua família, sobre um véu de tule de seda marfim. Diana estava com o seu cabelo cortado curto pelo cabeleireiro Kevin Shanley. Ela usou um par de sapatos de salto baixo com as iniciais "C e D" pintadas à mão e decorado com 132 pérolas. Pela tradição britânica costumaria de "algo antigo, algo novo, algo emprestado, algo azul", o vestido de Diana tinha uma renda antiga "feita com tecido fiado em uma fazenda de seda britânica" para o antigo – a tiara da família Spencer e os brincos de sua mãe para o emprestado, e um laço azul costurado na cintura para o azul. O perfume oficial do casamento foi Houbigant Parfum, a mais antiga empresa francesa de fragrâncias. Diana escolheu o perfume floral Quelques Fleurs, que apresentava "notas de tuberosa, jasmin e rosa." Foi relatado que Diana acidentalmente derramou perfume em uma parte de seu vestido, que ela cobriu com as suas mãos durante a cerimônia.
Carlos usou o seu uniforme completo de comandante naval. Ele também usou as estrelas das ordens da Jarreteira e do Cardo, a medalha de prata do jubileu da Rainha e a cifra real do Príncipe de Gales em ouro em dragonas em ambos os ombros. Ele carregou uma espada de gala completa com borlas de ouro.

### Pajens e damas de honra

#### Pajens
- Lord Nicholas Windsor, filho do Duque e da Duquesa de Kent e afilhado do Príncipe de Gales
- Edward van Cutsem, afilhado do Príncipe de Gales

#### Damas de honra
- Lady Sarah Armstrong-Jones, filha da Princesa Margarida, Condessa de Snowdon e do Conde de Snowdon e prima do Príncipe de Gales[28]
- India Hicks, filha da Lady Pamela Hicks e David Hicks e afilhada do Príncipe de Gales
- Catherine Cameron, filha da Lady Cecil Cameron e Donald Cameron e afilhada do Príncipe de Gales
- Sarah-Jane Gaselee, filha de Nick Gaselee e sua esposa
- Clementine Hambro, filha de Rupert Hambro e sua esposa, neta de Christopher, Barão de Soames e Lady Mary, Baronesa de Soames, e bisneta de Winston Churchill[16]

#### Padrinhos
Até o casamento, os homens da família real não tinham padrinhos, mas apoiadores, que exercem a mesma função, mas recebem um nome diferente. Os apoiadores de Carlos foram os seus irmãos mais novos:
- Príncipe André
- Príncipe Eduardo

### Celebração
Após a cerimônia religiosa, o Príncipe e a Princesa de Gales seguiram em uma procissão em carruagem aberta pelas ruas de Londres que estavam lotadas de espectadores ansiosos para verem o mais novo casal. Eles fizeram a tradicional aparição na varanda do Palácio de Buckingham às 13:30 no horário de verão da Grã-Bretanha e encantaram a multidão com o seu beijo, iniciando a tradição de beijar a noiva na varanda. Durante a noite, fogos de artifício foram exibidos nos céus acima de Hyde Park e cem faróis foram acesos em todo o país para comemorarem o casamento real.
O casal e 120 convidados estiveram presentes para um café da manhã de casamento após a cerimônia. Um número de 27 bolos de casamento foram feitos. A Marinha Real Britânica forneceu o bolo de casamento oficial. David Avery, padeiro-chefe da da escola de culinária real naval em Catham-Kent, fez o bolo em 14 semanas. Foram feitos dois bolos idênticos no caso de um deles estragar. O brasão do Príncipe de Gales e o brasão da família Spencer foram usados na decoração do bolo de frutas em camadas de um metro e meio de altura e que pesava 102 quilos. O outro bolo de casamento do casal foi feito por SG Sender, um confeiteiro belga conhecido como "o fazedor de bolo para os reis". Outro bolo de casamento foi feito pelo Chef Nicholas Lodge, ele já havia feito o bolo de aniversário de 80 anos da Rainha Mãe, e foi contratado para fazer o bolo do batizado do Príncipe Henrique, o segundo filho do casal.
Estima-se que 750 milhões de pessoas assistiram à cerimônia em todo o mundo, e o número supostamente sobe para um bilhão quando a audiência de rádio é considerada, embora não haja meios de verificar esses números. O evento foi transmitido em 50 países com cerca de 100 empresas de televisão fazendo a cobertura. A cerimônia de casamento foi recebida positivamente pela grande maioria público, e de acordo com o The New York Times simbolizou "a continuidade da monarquia" no Reino Unido. Uma série de cerimônias e festas foram realizadas em diferentes locais pelo público para celebrar a ocasião em todo o Reino Unido. O poeta laureado John Betjeman lançou um poema em homenagem ao casal.
Um grupo de pessoas deixou Londres e viajou para a França e a Irlanda em protesto ao casamento. Outros lançaram balões pretos sobre Londres em meio à procissão de casamento.

### Presentes
O casal recebeu presentes de diversas autoridades estrangeiras, incluindo "uma tigela de vidro Steuben gravada e uma peça central de porcelana feita à mão por Boehm" dos Estados Unidos. Um conjunto de móveis antigos e "uma aquarela de mergulhões" para o príncipe Carlos, junto com "um grande broche de ouro, diamantes e platina" para Diana do Canadá. Travessas de prata feitas à mão da Austrália. Um "tapete de lã larga" da Nova Zelândia. "Um relógio de diamante e safira, uma pulseira, um pingente, um anel e um par de brincos" do Príncipe Herdeiro da Arábia Saudita. Uma "pequena pintura a óleo do príncipe Carlos jogando polo" do artista americano Henry Kohler. Um relógio no estilo Art Déco do designer-chefe da Cartier, Daniel Ciacquinot.
O Conselho Distrital de Edimburgo estava entre as organizações que fizeram uma doação de caridade em homenagem ao casamento do casal e doou uma quantia significativa para o Fundo Thistle, "uma instituição de caridade para deficientes". O Grande Conselho de Manchester ofereceu estágios de engenharia para um pequeno número de jovens desempregados, e a Universidade de Cambridge enviou "uma cópia sobressalente de The Complete English Traveller", de Robert Sanders. A Worshipful Company of Glovers de Londres presenteou o casal com luvas feitas de couro, seda e algodão. Vários desses presentes foram exibidos no Palácio de St. James de 5 de agosto a 4 de outubro de 1981.

## Convidados
Como o príncipe Carlos era o herdeiro do trono britânico, a sua cerimônia de casamento foi automaticamente considerada uma "ocasião de estado", exigindo formalmente o convite chefes de estado estrangeiros. A lista de convidados para o casamento, que aconteceu na Catedral de São Paulo, em Londres, incluiu 3 500 pessoas.

### Família do noivo

#### Casa de Windsor
- A Rainha e o Duque de Edimburgo, os pais do noivo
  - A Princesa Ana e o Capitão Mark Phillips, a irmã e o cunhado do noivo
  - O Príncipe André, irmão do noivo
  - O Príncipe Eduardo, irmão do noivo
- A Rainha Isabel, a Rainha Mãe, avó materna do noivo
  - A Princesa Margarida, Condessa de Snowdon, tia materna do noivo
    - Visconde Linley, primo de primeiro grau do noivo
    - Lady Sarah Armstrong-Jones, prima de primeiro grau noivo e dama de honra
- A Princesa Alice, Duquesa de Gloucester, tia-avó materna do noivo por casamento
  - O Duque e a Duquesa de Gloucester, primo do noivo e sua esposa
    - O Conde de Ulster, primo de segundo grau do noivo
- O Duque e a Duquesa de Kent, primo do noivo e sua esposa
  - O Conde de St Andrews, primo de segundo grau do noivo
  - Lady Helen Windsor, prima de segundo grau do noivo
  - Lord Nicholas Windsor, primo de segundo grau do noivo e pajem
- A Princesa Alexandra, o Exmo. Sra. Ogilvy e o Exmo. Angus Ogilvy, prima do noivo e seu marido
  - Sr. James Ogilvy, primo do noivo
  - Srta. Marina Ogilvy, prima do noivo
- O Príncipe e Princesa Miguel de Kent, primo do noivo e sua esposa
- O Conde e a Condessa de Harewood, primo do noivo e sua esposa
- O Exmo. Gerald Lascelles e a Sra. Lascelles, primo do noivo e sua esposa

#### Outros descendentes daRainha Vitória
- O Duque de Fife, primo do noivo
- O Capitão Alexander Ramsay de Mar e Lady Saltoun, primo do noivo e sua esposa

#### Família Teck-Cambridge
- A Marquesa de Cambridge, viúva do primo do noivo
  - Lady Mary e o Sr. Peter Whitley, prima de segundo grau do noivo e seu marido
- A Duquesa e o Duque de Beaufort, prima do noivo e seu marido
- Lady May e o Coronel Sir Henry Abel Smith, prima do noivo e seu marido

#### Família Mountbatten
- A Condessa Mountbatten da Birmânia e Lord Brabourne, prima do noivo e seu marido
  - Lord e Lady Romsey, primo do noivo e sua esposa
  - O Exmo. Michael-John Knatchbull, primo do noivo
  - Lady Joanna Knatchbull, prima do noivo
  - Lady Amanda Knatchbull, prima do noivo
  - O Exmo. Philip Knatchbull, primo do noivo
  - O Exmo. Timothy Knatchbull, primo do noivo
- Lady Pamela e o Sr. David Nightingale Hicks, prima do noivo e seu marido
  - Srta. Edwina Hicks, prima do noivo
  - Sr. Ashley Hicks, primo do noivo
  - Srta. India Hicks, prima do noivo e dama de honra

#### Família Bowes-Lyon
- O Conde e a Condessa de Strathmore e Kinghorne, primo do noivo e sua esposa
- A Exma. Margaret e o Sr. Denys Rhodes, prima do noivo e seu marido

### Família da noiva

#### Família Spencer
- O Conde e a Condessa Spencer, o pai e a madrasta da noiva
  - Lady Sarah e o Sr. Neil McCorquodale, a irmã e o cunhado da noiva
  - Lady Jane e o Sr. Robert Fellowes, a irmã e o cunhado da noiva
  - Visconde Althorp, o irmão da noiva
- Lady Anne Wake-Walker, tia paterna da noiva

#### Família Roche
- A Exma. Frances e o Sr. Peter Shand Kydd, a mãe e o padrasto da noiva
- A viúva Lady Fermoy, avó materna da noiva
  - Lord Fermoy, tio materno da noiva
  - A Exma. Mary Cynthia Roche, tia materna da noiva

#### Família Hamilton
- A Duquesa Viúva de Abercorn, tia-avó paterna da noiva por casamento

### Realeza estrangeira

#### Realeza reinante
- O Rei e a Rainha da Bélgica, primo de terceiro grau do noivo e sua esposa
- O Rei da Noruega, primo do noivo
  -  O Príncipe Herdeiro e a Princesa Herdeira da Noruega, primo de segundo grau do noivo
- A Rainha e o Príncipe Henrique da Dinamarca, prima de terceiro grau do noivo e seu marido
- O Príncipe Jorge Valdemar da Dinamarca, primo de segundo grau do noivo (e viúvo da prima de segundo grau do noivo)
- O Rei e a Rainha da Suécia, primo de segundo grau do noivo e sua esposa
- A Rainha e o Príncipe Claus dos Países Baixos, prima de quinto grau do noivo e seu marido
- O Grão-Duque e a Grã-Duquesa de Luxemburgo, primo de quarto grau do noivo e sua esposa, prima de terceiro grau do noivo
- O Príncipe e a Princesa de Liechtenstein, primo de sétimo grau do noivo e sua esposa
  -  O Príncipe Hereditário e a Princesa Hereditária de Liechtenstein, primo de sétimo grau do noivo e sua esposa
- A Princesa de Mônaco, esposa do primo sétimo grau do noivo
  -  O Príncipe Hereditário de Mônaco, primo de sétimo grau do noivo

## Lua de mel
Uma placa com os dizeres "recém-casados" foi anexada na carruagem pelos irmãos mais novos do noivo, o Príncipe André e o Príncipe Eduardo. O casal foi conduzido em carruagem aberta pela Ponte de Westminster para pegar o trem da estação de Waterloo, assim como os pais dos noivo haviam feito há 34 anos, para Romsey, em Hampshire, para começar sua lua de mel. O casal saiu da estação Waterloo no British Royal Train. Eles viajaram para Broadlands, onde os pais do príncipe Carlos passaram sua noite de núpcias em 1947. Eles ficaram lá por três dias, onde então voaram para Gibraltar, onde embarcaram no HMY Britannia para um cruzeiro de onze dias no Mediterrâneo, visitando Tunísia, Sardenha, Grécia e Egito. Após o cruzeiro, eles voaram para a Escócia, onde o resto da família real se reuniu no Castelo de Balmoral. Durante esse tempo, a imprensa teve a oportunidade de tirar fotos exclusivas do casal. Apesar da aparência feliz e apaixonada do casal, a suspeita de Diana sobre Carlos ter uma afeição duradoura por sua ex-namorada Camila aumentou quando fotos dela caíram de seu diário e Diana descobriu que ele estava usando abotoaduras que foram dadas a ele por Camila, embora Carlos insistisse que os dois eram apenas amigos e que era fiel a sua esposa. Quando o casal retornou de sua lua de mel, os seus presentes de casamento foram exibidos no Palácio de St. James.